# コールスロー

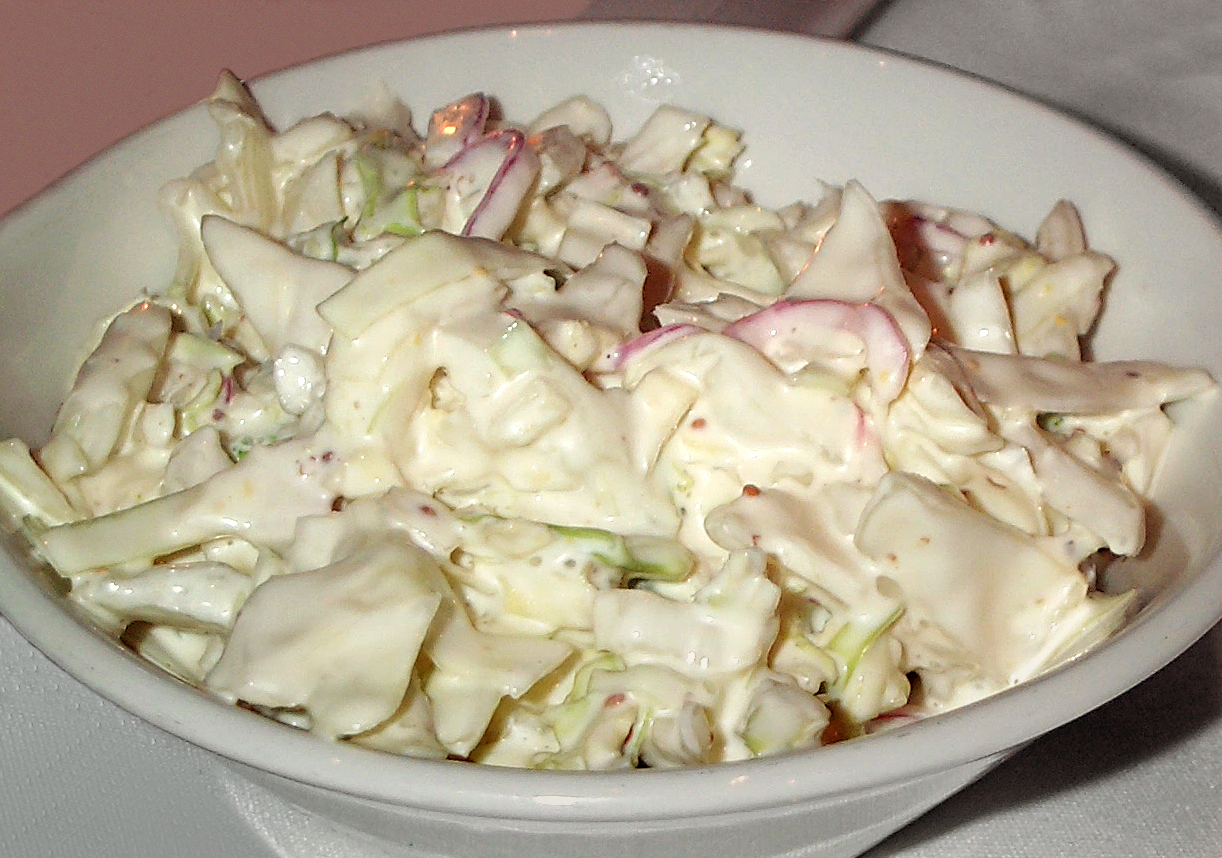
コールスロー

コールスロー（英: coleslaw、蘭: koolsla）は、細かく切ったキャベツを使ったサラダの一種である。ニンジンが入っていることも多い。他にも赤キャベツを使ったものや、パイナップルやリンゴなど果物が入っているものなどがある。
コールスローのドレッシングにはかつてはサラダ油と酢あるいはヴィネグレットが使われたが、現在では、地域によって差はあるものの、ほとんどの場合マヨネーズ（あるいはその代替品）が使われている。マスタードやセロリの種など様々な香辛料が使われることもある。食べる数時間前にキャベツをドレッシングと和え、味をなじませることが多い。
キャベツはみじん切りにすることが多いが、千切りにする場合もある。

## 概要
コールスローは通常バーベキューやフィッシュ・アンド・チップス、フライドチキンなどの付け合せとして食べられる。米国南部ではよくナマズのフライとともに供される。この地方ではまたコールスローがサンドイッチの具材になることが多く、南部風バーベキューのサンドイッチやハンバーガー、ホットドッグにも使われている。
またコールスローはルーベンサンドのバリエーションのレイチェル・サンドイッチにも使われることがある。スウェーデンでは、ピザの付け合わせにはほとんど必ずコールスローが出される。

## 歴史
コールスローの歴史は長く、おそらくは古代ローマの時代から食べられてきたと考えられている。しかし近代的なコールスローの人気が高まったのは18世紀になり瓶詰めのマヨネーズが発明されてからであった。
英語の「コールスロー (coleslaw)」という名前は18世紀ごろにオランダ語の "koolsalade"（キャベツサラダ）を短縮した「コールスラ (koolsla)」から生まれたものだが、1860年ごろまでのアメリカ合衆国とイギリスでは誤って "cold slaw"（冷たいスロー）と呼ばれており、ホットスローという温サラダが作られることもあった。
英語の "cole" には本来ラテン語から派生したキャベツの意味があり、これはまたオランダ語 kool の語源ともなっている。その後 "cole" の意味が復活して英語でも coleslaw と呼ばれるようになった。今ではこの "slaw" の部分が独立してひとつの単語のように扱われることも多く、キャベツ以外の野菜を用いた「コール」スローでない別のスロー（コーンスロー、ブロッコリースローなど）も知られている。

## 類似した食品
- ザワークラウト
- チャウ・チャウ (Chow-chow)